# Jan Kietlicz
Jan Kietlicz (niem. Johann von Kittlitz; ur. 1350, zm. 20 lutego 1408, prawdopod. w Budziszynie) – duchowny katolicki, biskup lubuski i miśnieński.
Był Łużyczaninem. Zanim został biskupem lubuskim był kanonikiem lubuskim. Rządy w diecezji lubuskiej objął 7 maja 1382 r. Ostatecznie przeniósł stolicę diecezji do Fürstenwalde/Spree w 1385 r. 2 września 1392 r. został przeniesiony na biskupstwo w Miśni, z którego zrezygnował 1 grudnia 1398